# Scaldini
Les scaldini (« chauffeurs » en italien) sont un groupe d'immigrés italiens à Paris qui se sont spécialisés dans l'alimentation en charbon des chaudières d'immeubles en hiver, et leur entretien en été.
Originaires d'Émilie-Romagne, ils se sont installés dans l'entre-deux-guerres.
Ils ont fait l'objet d'une étude sociologique en 1986 par Maurizio Catani, chercheur au CNRS, pour la Mission du patrimoine ethnologique au ministère de la Culture,, ; cette étude donne lieu à la publication d'un ouvrage en 2022,.